# FC Nitra
El FC Nitra és un club de futbol eslovac de la ciutat de Nitra.

## Història
Evolució del nom:
- 1909: NYÖTTSO Nitra
- 1911: NYTVE Nitra
- 1919: Nyitrai SC Nitra
- 1921: SK Nitra
- 1923: AC Nitra
- 1948: Sokol Nitra
- 1949: ZSJ Sokol spojene zavody Nitra
- 1949: ZK KP Nitra
- 1953: DSO Slavoj Nitra
- 1956: TJ Slovan Nitra
- 1966: AC Nitra
- 1976: TJ Plastika Nitra
- 1990: FC Nitra

## Jugadors destacats
- Michal Hipp
- Lubomir Moravčík
- Igor Demo
- Róbert Tomaschek
- Miroslav König
- Róbert Rák